# Albert Nasibulin
Albert Idrysovych Nasibulin –en ucraniano, Альберт Ідрисович Насібулін – (Taskent, URSS, 14 de mayo de 1969) es un deportista ucraniano que compitió en halterofilia. Ganó dos medallas en el Campeonato Europeo de Halterofilia, plata en 1992 y bronce en 1993.

## Palmarés internacional
| Representando a la CEI  |                     |                   |           |
| Campeonato Europeo      |                     |                   |           |
| Año                     | Lugar               | Medalla           | Categoría |
| 1992                    | Szekszárd (Hungría) | Medalla de plata  | 56 kg     |
| Representando a Ucrania |                     |                   |           |
| Campeonato Europeo      |                     |                   |           |
| Año                     | Lugar               | Medalla           | Categoría |
| 1993                    | Sofía (Bulgaria)    | Medalla de bronce | 59 kg     |